# 梶田温子
梶田 温子（かじた みつこ）は、NHKの元キャスター。

## 経歴
山口県出身。
大学卒業後、フリーアナウンサーとして活躍。
NHK山口放送局、NHK福岡放送局のキャスター・リポーターを経て、2010年4月から1年間、NHK高松放送局で香川県向けの夕方の情報番組ゆう6かがわで隔週交替のキャスターを担当した。
また、NHK山口放送局時代には、地上デジタル放送推進大使として、山口局の地デジ放送開始アピールなどに奮闘。

## 出演番組
- S@DE Communication 木曜日担当（エフエム山口、2002年度））
- ゆう6かがわ（NHK高松放送局、2010年度）